# The Astor Tramp
The Astor Tramp je americký němý film z roku 1899, produkovaný Edison Manufacturing Company. Režisérem je James H. White (1872–1944). Film trvá zhruba 2 minuty.

## Děj
Film se odehrává na dvou místech. V čisté místnosti postává tulák, který si všimne parfému na stole. Nejdřív ho ochutná a poté se jím pokropí na hlavě. Potom si lehne do postele. Následně do místnosti vchází dáma a její služebná. Služebná odnese dámě šaty a klobouk a dáma si jde lehnout do postele. Dáma zpozoruje tuláka v její posteli a zpanikaří. Do místnosti přivede policistu, který vetřelce vyžene pryč. V další scéně na ulici si tulák kupuje noviny od malého dítěte, které odstrčí. Po odstranění strany z novin ho vidíme spokojeného. Lze předpokládat, že je rád, že se stal součástí „titulní strany“ novin.